# Time (альбом Ричарда Хэлла)
Time — альбом-сборник Ричарда Хэлла, вышедший в 2002 году, в него вошли редкие и неизданные записи времён его панк-рок-карьеры в 70-х с группами The Heartbreakers и The Voidoids.

## Об альбоме
Первый диск «Time» является дополненной и ремастированной версией вышедшей ранее компиляции Хэлла «R.I.P.» (1984). Открывает первый диск ранняя версия одного из самых известных сочинений Хэлла, «Love Comes in Spurts». Треки 2-4 первого диска являются не вошедшими ни на один студийный альбом записями Хэлла с группой Джонни Сандерса The Heartbreakers, в которой он участвовал около года. В том числе это первая известная запись сочинённой Хэллом с Ди Ди Рамоном песни «Chinese Rocks». Также на первый диск компиляции вошли редкие треки и демозаписи Richard Hell & The Voidoids, в том числе две песни с сессий 1979 г. — «Time» и «Funhunt».
На второй диск «Time» вошла запись концерта Richard Hell & The Voidoids в 1977 году в London’s Music Machine; сам Ричард комментировал его как «один из самых агрессивных когда-либо сыгранных нами сетов». Последние 4 трека на диске взяты с другого концерта, в 1978 году в клубе CBGB; на них в качестве специально приглашённого вокалиста и гитариста участвует Элвис Костелло. Среди концертных треков есть две кавер-версии — «I Wanna Be Your Dog» The Stooges и «Ventilator Blues» The Rolling Stones.

## Список композиций

### CD 1
1. Love Comes in Spurts — 2:36
2. Chinese Rocks — 2:41
3. Can’t Keep My Eyes on You — 3:17
4. Hurt Me — 3:48
5. I’m Your Man — 2:53
6. Betrayal Takes Two — 5:15
7. Crack of Dawn — 2:10
8. Ignore That Door — 3:12
9. I Live My Life — 2:12
10. Time — 3:04
11. Going Going Gone — 2:35
12. Funhunt — 3:35
13. I Can Only Give You Everything — 3:16
14. I Been Sleepin' on It — 3:00
15. Cruel Way to Go Down — 4:23
16. The Hunter Was Drowned — 3:27
17. Hey Sweetheart — 0:29

### CD 2
1. Intro — 0:25
2. Love Comes in Spurts — 1:56
3. Liars Beware — 2:38
4. You Gotta Lose — 3:16
5. Lose Yourself — 2:30
6. New Pleasure — 1:49
7. Walking on the Water — 2:00
8. The Plan — 3:51
9. Blank Generation — 2:41
10. I Wanna Be Your Dog — 5:41
11. Vacancy — 2:14
12. Ventilator Blues — 4:29
13. The Kid with the Replaceable Head — 5:03
14. Don’t Die — 4:11
15. You Gotta Lose — 4:06
16. Shattered — 3:36